# خواهرزاده‌هایش
خواهرزاده‌هایش (انگلیسی: His Sister's Kids) یک فیلم کوتاه کمدی به کارگردانی جرج نیکولز است که در سال ۱۹۱۳ منتشر شد.

## گزیدهٔ بازیگران
- راسکو آرباکل
- جک وایت
- مینتا دارفی (نامش در عنوان‌بندی فیلم نیامده)[۱]